# Geek Stink Breath
„Geek Stink Breath” – piosenka amerykańskiego zespołu punk rocka Green Day, która jest pierwszym singlem z czwartego albumu Insomniac. Tekst piosenki mówi o wpływie metamfetaminy na organizm człowieka. Słowo „Geek” to slogan dla metamfetaminy.
Green Day z piosenką „Geek Stink Breath” zadebiutowała na żywo 3 grudnia 1994 roku podczas trwania emisji programu Saturday Night Live. Utwór był wielokrotnie grany podczas koncertów, znalazł się nawet na albumie koncertowym i zapisie DVD Awesome as Fuck.
Do utworu zrealizowano teledysk, który przedstawia pacjenta, który udaje się z bolącym zębem do stomatologa w celu wyrwania zęba. W teledysku pojawia się także sam zespół grający na instrumentach. Reżyserem teledysku był „Mark Kohr”. Stacja MTV emitowała teledysk wyłącznie w nocy, ze względu na niesmaczne sceny w wideoklipie.
Singiel został jeszcze raz wydany 15 września 2009 roku na składance zatytułowanej Green Day: Ultimate Collectors 7" Vinyl Singles Box Set.

## Lista utworów[1][2][3]

### Compact Disc
1. Geek Stink Breath – 2:15
2. I Want To Be On TV (Non-LP Track) – 1:17
3. Don’t Wanna Fall In Love (Non-LP Track) – 1:40

### Vinyl 7"
1. Geek Stink Breath – 2:15
2. I Want To Be On TV (Non-LP Track) – 1:17

### Cassette
1. Geek Stink Breath (Album Version) – 2:15
2. I Want To Be On TV (Non-LP Track) – 1:17

### Vinyl Box Set
1. Geek Stink Breath – 2:15
2. Stuck with Me – 2:16
3. 86 – 2:47